# Polytechnické vzdělávání
Polytechnické vzdělávání je proces, který podporuje a napomáhá učení se specifickým zaměřením na získávání poznatků o technice, osvojování si technických dovedností a kladných postojů k technice. Podstatný je při tom rozvoj technického myšlení a tvořivosti. Předponou „poly“ je zdůrazňována skutečnost, že tato podoba technického vzdělávání zahrnuje více oborů techniky do jednoho integrovaného celku, mnohdy navíc s uplatněním širších souvislostí, zejm. přírodovědných a společenských. Může být realizováno na formální a neformální úrovni jako záměrné, strukturované a organizované aktivity, vedle toho ale může mít rovněž podobu informálního učení.
V zahraničí se s tímto pojmem nesetkáváme ve přesném významu tak, jak je chápán v České republice. I zde nabýval tento pojem v rámci historického vývoje různých významů. V rámci polytechnického vzdělávání je jádrem technické vzdělání samotné. Polytechnického charakteru nabývá uplatňováním vazeb na další oblasti poznání. Je nezbytné odlišovat dva základní typy technického vzdělávání – všeobecné a specializované. Všeobecné technické vzdělávání je realizováno především na nižších stupních vzdělávacího systému, zatímco specializovaná technická příprava je spíše předmětem vyšších stupňů vzdělávacího systému. Výstižně lze technické vzdělávání vymezit jako řízený dynamický proces realizovaný v rámci předškolního, počátečního a dalšího vzdělávání. Tento proces umožňuje dětem, žákům a studentům poznávat procesy a osvojovat si aktuální znalosti související s technikou potřebné k řešení problémů a rozšiřování lidských schopností. Technické vzdělávání zahrnuje všeobecnou přípravu realizovanou v rámci všeobecného vzdělávání stejně jako úzce specializovanou přípravu realizovanou v rámci vzdělávacích oborů připravujících odborníky pro výkon specifických technických profesí všech kvalifikačních úrovní.
Výsledkem technického vzdělávání je technická gramotnost (zpravidla úroveň základních škol) či technické vzdělání (výsledek odborného vzdělávání). O rozvoj technické gramotnosti je usilováno na základních školách v předmětu Technika (dříve užíváno označení Pracovní vyučování, Dílny, Technická výchova). Výuku polytechnického vyučování v souladu s akreditačními standardy kvalifikovaně realizuje absolvent studijního programu Učitelství techniky a praktických činností (dříve Technická výchova). Polytechnické, resp. technické vzdělávání je jedním z pilířů nové vládní Inovační strategie České republiky 2019–2030. Oborovou didaktiku takto zaměřeného vzdělávání systematicky rozvíjí vysokoškolská pracoviště, zejména při pedagogických fakultách.